# József Jacsó
József Jacsó (Mezőkövesd, 1º giugno 1962) è un ex sollevatore ungherese medagliato olimpico e mondiale che ha gareggiato nella categoria dei pesi massimi (fino a 110 kg.).

## Carriera
Nel 1983 József Jacsó vinse la medaglia d'argento ai Campionati mondiali ed europei di Mosca con 410 kg. nel totale, terminando dietro al sovietico Vjačeslav Klokov (440 kg.) e davanti al cecoslovacco Anton Baraniak (400 kg.).
Non poté partecipare alle Olimpiadi di Los Angeles 1984 a causa del boicottaggio attuato dai Paesi dell'Est europeo.
Dopo la stagione sportiva 1985 senza risultati particolarmente importanti, nel 1986 Jacsó vinse la medaglia di bronzo ai Campionati mondiali di Sofia con 415 kg. nel totale, alle spalle dei sovietici Jurij Zacharevič (447,5 kg.) e Serhij Nahirnyj (427,5 kg.).
L'anno successivo Jacsó andò nuovamente sul podio ai Campionati mondiali di Ostrava, ottenendo la medaglia d'argento con 415 kg. nel totale, dietro a Zacharevič (445 kg.).
Nel 1988 Jacsó prese parte alle Olimpiadi di Seul, conquistando la medaglia d'argento con 427,5 kg. nel totale, battuto ancora una volta da Zacharevič (455 kg.).
Nel 1989 József Jacsó decise di mettere fine alla sua carriera di sollevatore.